# Großer Preis der Schweiz 1935

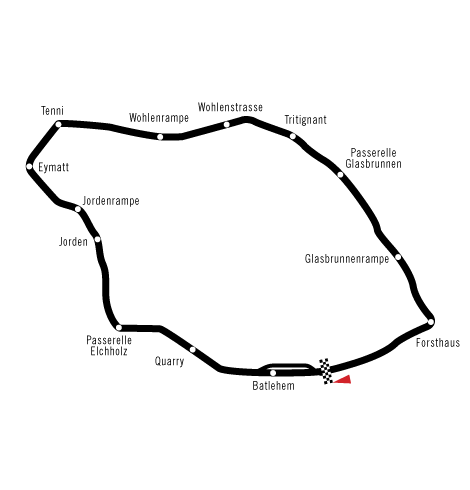
Die Bremgarten-Rundstrecke in ihrer befahrenen Version

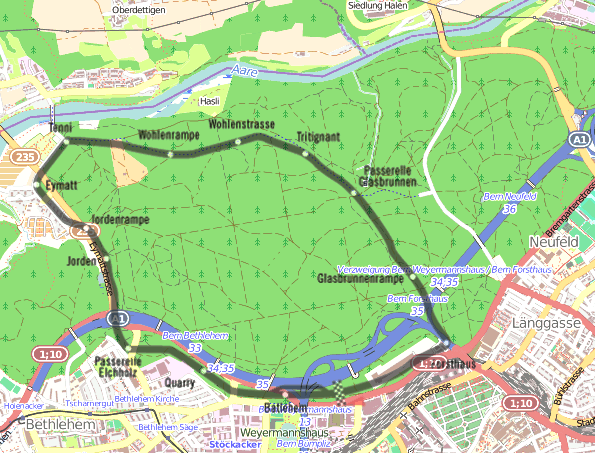
Lage im Stadtgebiet

Der II. Große Preis der Schweiz fand am 25. August 1935 auf der Bremgarten-Rundstrecke in Bremgarten bei Bern statt. Das Rennen zählte in diesem Jahr erneut lediglich zur Kategorie der Épreuves a priorité, wurde aber dennoch als Lauf zur Grand-Prix-Europameisterschaft 1935 gewertet und nach den Bestimmungen der Internationalen Grand-Prix-Rennformel (Rennwagen bis maximal 750 kg Leergewicht; 85 cm Mindestbreite; Renndistanz mindestens 500 km) über 70 Runden à 7,280 km ausgetragen, was einer Gesamtdistanz von 509,60 km entsprach.
Sieger wurde Rudolf Caracciola auf einem Mercedes-Benz W 25.

## Rennen
Obwohl noch immer nicht mit den Privilegien einer Grande Épreuve versehen, hatte sich der Schweizer Grand Prix schon im zweiten Jahr seines Bestehens zu einer der bedeutendsten Veranstaltungen im jährlichen Grand-Prix-Kalender entwickelt. Dies mag auch an der bis dahin einzigartigen Kombination des eigentlichen Grand Prix mit einem eigenständigen Voiturette-Rennen, dem Prix de Berne, im Rahmenprogramm liegen, das in diesem Jahr von der englischen Nachwuchshoffnung Richard Seaman auf ERA gewonnen wurde. Außerdem herrschte in der neutralen Schweiz trotz der zunehmend wieder angespannten internationalen Lage weiterhin eine allgemein freundliche Atmosphäre, in der sich die Teilnehmer aus allen Ländern, ob Werksteam oder Privatfahrer, gleichermaßen willkommen fühlen konnten.
Nach der jüngsten überraschenden Niederlage gegen Tazio Nuvolari auf seinem Alfa Romeo Tipo B beim Heimrennen auf dem Nürburgring wollte sich die Mercedes-Benz-Mannschaft keinen weiteren Gesichtsverlust leisten, und um keine Zweifel an der Ernsthaftigkeit des Unterfangens aufkommen zu lassen, war das Team erneut mit einem Großaufgebot von nicht weniger als fünf seiner imposanten Silberpfeile für die drei Stammpiloten Rudolf Caracciola, Luigi Fagioli und Manfred von Brauchitsch, die nun bereits auch die ersten drei Positionen in der Meisterschaftswertung innehatten, sowie die Reservefahrer Hanns Geier und Hermann Lang angereist. Geier trug bei einem Unfall im Training allerdings schwere Verletzungen davon, die er nur mit knapper Not überlebte und die das Ende seiner Karriere als Grand-Prix-Fahrer bedeuteten.
Auch die beiden anderen Werksmannschaften von Alfa Romeo – wie immer vertreten durch die Scuderia Ferrari – mit Tazio Nuvolari, Louis Chiron und René Dreyfus und der Auto Union mit Hans Stuck, Achille Varzi und Bernd Rosemeyer traten jeweils in Bestbesetzung an. Vom Bugatti-Team war dagegen weit und breit nichts zu sehen, wie auch bei Maserati der Einsatz des neuen Grand-Prix-Typs Maserati V8-RI weiter auf sich warten ließ.
Bereits anhand der Trainingszeiten, anhand der auch hier beim Großen Preis der Schweiz jetzt zum ersten Mal die Startaufstellung bestimmt wurde, zeichnete sich ab, dass die Alfa Romeo bei weitem nicht die Rolle spielen konnten, wie zuletzt auf dem kurvenreichen und technisch anspruchsvollen Nürburgring. So kam Nuvolari über eine Position in der dritten Startreihe nicht hinaus, während das Team der Auto Union das Potential ihrer Wagen zum ersten Mal in dieser Saison richtig unter Beweis stellen konnte und alle drei Wagen unter die ersten fünf platzierte.
Den besten Start hatte jedoch Caracciola aus der Mitte der ersten Reihe, der mit seinem Mercedes-Benz vor den beiden Auto Union von Varzi und Stuck in Führung ging. Während er im Folgenden den Abstand auf die Verfolger kontinuierlich ausbaute, beschädigte Varzi sein Auto bereits in der zweiten Runde bei einem Ausweichmanöver, so dass er im Anschluss das Tempo der Spitze nicht mithalten konnte, das Rennen aber tapfer zu Ende fuhr. Neuer Zweiter war daher Stuck, der sich mit Caracciolas Teamgefährten Fagioli einen Kampf um diese Position lieferte, bis auch er durch einen Reifenschaden an seinem Auto Union zurückgeworfen wurde. Bereits in der achten Runde war Chiron mit seinem Alfa Romeo von der Strecke abgekommen und beim Aufprall in die Streckenbegrenzung aus dem Auto geschleudert worden. Seine Verletzungen stellten sich später als unter den Umständen nicht allzu schwer heraus, doch musste er den folgenden Grand Prix von Italien deswegen auslassen.
In der 13. Runde begann es zu regnen und nachdem die deutschen Teilnehmer auf Regenreifen gewechselt hatten – sogenannte gesommerte, also mit von Hand eingeschnittenen Querrillen versehene Reifen standen Alfa Romeo nicht zur Verfügung – blieb die neue Reihenfolge mit Caracciola (Mercedes) vor Rosemeyer (Auto Union), Fagioli (Mercedes) und Nuvolari (Alfa Romeo) längere Zeit unverändert. Aufgrund seines Reifenvorteils gelang es Varzi jedoch schließlich, trotz seines angeschlagenen Autos, Nuvolari zu überholen. Als dann zur Rennmitte die planmäßigen Tankstopps anstanden, gab einmal mehr die bessere Boxenarbeit bei Mercedes den Ausschlag, so dass Fagioli unmittelbar vor Rosemeyer wieder auf die Strecke zurückkam. Obwohl beide in Folge nur wenige Sekunden auseinander lagen und der Regen nach ungefähr 45 Runden wieder nachließ, kam es zu keinen weiteren Positionswechseln mehr, so dass Caracciola das Rennen mit einem niemals gefährdeten Start-und-Ziel-Sieg beendete.

## Ergebnisse

### Meldeliste
| Team                        | Nr. | Fahrer                  | Info  | Chassis              | Motor                                   | Reifen |
| --------------------------- | --- | ----------------------- | ----- | -------------------- | --------------------------------------- | ------ |
| Auto Union AG               | 02  | Bernd Rosemeyer         |       | Auto Union B         | Auto Union 5.0L V16 Kompressor          | C      |
| Auto Union AG               | 04  | Hans Stuck a            |       | Auto Union B         | Auto Union 5.0L V16 Kompressor          | C      |
| Auto Union AG               | 06  | Achille Varzi           |       | Auto Union B         | Auto Union 5.0L V16 Kompressor          | C      |
| Auto Union AG               |     | Paul Pietsch            | RES   |                      |                                         | C      |
| Auto Union AG               |     | Hermann zu Leiningen    | RES   |                      |                                         | C      |
| Daimler-Benz AG             | 08  | Manfred von Brauchitsch |       | Mercedes-Benz W 25B  | Mercedes-Benz M 25 B 4.0L I8 Kompressor | C      |
| Daimler-Benz AG             | 10  | Rudolf Caracciola b     |       | Mercedes-Benz W 25B  | Mercedes-Benz M 25 B 4.0L I8 Kompressor | C      |
| Daimler-Benz AG             | 12  | Luigi Fagioli           |       | Mercedes-Benz W 25B  | Mercedes-Benz M 25 B 4.0L I8 Kompressor | C      |
| Daimler-Benz AG             | 42  | Hermann Lang c          |       | Mercedes-Benz W 25B  | Mercedes-Benz M 25 B 4.0L I8 Kompressor | C      |
| Daimler-Benz AG             | 14  | Hanns Geier             | DNS d | Mercedes-Benz W 25   | Mercedes-Benz M 25 B 3.4L I8 Kompressor | C      |
| Benoît Falchetto            | 14  | Benoît Falchetto        | DNA   | Maserati 8CM         | Maserati 3.0L I8 Kompressor             |        |
| Raymond Sommer              | 16  | Raymond Sommer          |       | Alfa Romeo Tipo B/P3 | Alfa Romeo 3.2L I8 Kompressor           |        |
| Francis Howe                | 18  | Earl Howe               |       | Bugatti T59          | Bugatti 3.3L I8 Kompressor              | D      |
| Francis Howe                | 20  | Brian Lewis             |       | Maserati 8CM         | Maserati 3.0L I8 Kompressor             | D      |
| Gino Rovere                 | 22  | Giuseppe Farina         |       | Maserati 6C-34       | Maserati 3.7L I6 Kompressor             | P      |
| Franco Sardi                | 24  | Nando Barbieri          |       | Alfa Romeo Tipo B/P3 | Alfa Romeo 2.9L I8 Kompressor           | P      |
| Gruppo Genovese San Giorgio | 26  | Renato Balestrero       |       | Maserati 26M         | Maserati 2.5L I8 Kompressor             |        |
| Scuderia Ferrari            | 28  | Louis Chiron            |       | Alfa Romeo Tipo B/P3 | Alfa Romeo 3.2L I8 Kompressor           | E      |
| Scuderia Ferrari            | 30  | René Dreyfus            |       | Alfa Romeo Tipo B/P3 | Alfa Romeo 3.2L I8 Kompressor           | E      |
| Scuderia Ferrari            | 32  | Tazio Nuvolari          |       | Alfa Romeo Tipo B/P3 | Alfa Romeo 3.2L I8 Kompressor           | E      |
| Scuderia Subalpina          | 34  | Philippe Étancelin      |       | Maserati 6C-34       | Maserati 3.7L I6 Kompressor             |        |
| Scuderia Subalpina          | 36  | Eugenio Siena           | DNA   | Maserati 8CM         | Maserati 3.0L I8 Kompressor             |        |
| Hans Ruesch                 | 38  | Hans Ruesch             |       | Maserati 6C-34       | Maserati 3.7L I6 Kompressor             |        |
| László Hartmann             | 40  | László Hartmann         |       | Maserati 8CM         | Maserati 3.0L I8 Kompressor             |        |

### Qualifying
| Pos. | Fahrer                  | Konstrukteur  | Qualifikationstraining | Qualifikationstraining | Start |
| Pos. | Fahrer                  | Konstrukteur  | Zeit                   | Ø-Geschwindigkeit      | Start |
| ---- | ----------------------- | ------------- | ---------------------- | ---------------------- | ----- |
| 01   | Achille Varzi           | Auto Union    | 2:41,8 min             | 161,780 km/h           | 01    |
| 02   | Rudolf Caracciola       | Mercedes-Benz | 2:42,8 min             | 160,980 km/h           | 02    |
| 03   | Hans Stuck              | Auto Union    | 2:43,6 min             | 160,200 km/h           | 03    |
| 04   | Luigi Fagioli           | Mercedes-Benz | 2:44,2 min             | 159,610 km/h           | 04    |
| 05   | Bernd Rosemeyer         | Auto Union    | 2:45,3 min             | 158,550 km/h           | 05    |
| 06   | Hermann Lang            | Mercedes-Benz | 2:48,2 min             | 155,810 km/h           | 06    |
| 07   | Tazio Nuvolari          | Alfa Romeo    | 2:49,1 min             | 154,990 km/h           | 07    |
| 08   | René Dreyfus            | Alfa Romeo    | 2:50,2 min             | 153,980 km/h           | 08    |
| 09   | Manfred von Brauchitsch | Mercedes-Benz | 2:50,8 min             | 153,440 km/h           | 09    |
| 10   | Louis Chiron            | Alfa Romeo    | 2:51,8 min             | 152,550 km/h           | 10    |
| 11   | Giuseppe Farina         | Maserati      | 3:06,0 min             | 140,900 km/h           | 11    |
| 12   | Earl Howe               | Bugatti       | 3:07,0 min             | 140,150 km/h           | 12    |
| 13   | Philippe Étancelin      | Maserati      | 3:07,1 min             | 140,070 km/h           | 13    |
| 14   | László Hartmann         | Maserati      | 3:25,6 min             | 127,470 km/h           | 13    |
| 15   | Brian Lewis             | Maserati      | 3:28,8 min             | 126,0 min km/h         | 15    |
| 16   | Raymond Sommer          | Alfa Romeo    | 3:31,8 min             | 123,740 km/h           | 16    |
| 17   | Renato Balestrero       | Maserati      | 3:37,3 min             | 120,610 km/h           | 17    |
| 18   | Nando Barbieri          | Alfa Romeo    | 3:45,2 min             | 116,380 km/h           | 18    |

### Rennergebnis
| Pos. | Fahrer                  | Konstrukteur  | Runden | Stopps | Zeit         | Start | Schnellste Runde | Ausfallgrund        | EM-Punkte |
| ---- | ----------------------- | ------------- | ------ | ------ | ------------ | ----- | ---------------- | ------------------- | --------- |
| 01   | Rudolf Caracciola       | Mercedes-Benz | 70     | 1      | 3:31:12,2 h  | 2     | 2:44,4 min       |                     | 1         |
| 02   | Luigi Fagioli           | Mercedes-Benz | 70     | 1      | + 35,9 s     | 4     |                  |                     | 2         |
| 03   | Bernd Rosemeyer         | Auto Union    | 70     | 1      | + 1:07,8 min | 5     |                  |                     | 3         |
| 04   | Achille Varzi           | Auto Union    | 69     | 1      | + 1 Runde    | 1     |                  |                     | 4         |
| 05   | Tazio Nuvolari          | Alfa Romeo    | 68     |        | + 2 Runden   | 7     |                  |                     | 4         |
| 06   | Hermann Lang            | Mercedes-Benz | 67     |        | + 3 Runden   | 6     |                  |                     | 4         |
| 07   | René Dreyfus            | Alfa Romeo    | 66     |        | + 4 Runden   | 8     |                  |                     | 4         |
| 08   | Giuseppe Farina         | Maserati      | 64     |        | + 6 Runden   | 11    |                  |                     | 4         |
| 09   | Raymond Sommer          | Alfa Romeo    | 63     |        | + 7 Runden   | 16    |                  |                     | 4         |
| 10   | Earl Howe               | Bugatti       | 60     |        | + 10 Runden  | 12    |                  |                     | 4         |
| 11   | Hans Stuck Paul Pietsch | Auto Union    | 57     |        | + 13 Runden  | 3     |                  |                     | 4 / 8     |
| 12   | Renato Balestrero       | Maserati      | 53     |        | + 17 Runden  | 17    |                  |                     | 4         |
| —    | László Hartmann         | Maserati      | 25     |        | DNF          | 14    |                  | Getriebeschaden     | 6         |
| —    | Manfred von Brauchitsch | Mercedes-Benz | 13     |        | DNF          | 9     |                  | Motorschaden        | 7         |
| —    | Louis Chiron            | Alfa Romeo    | 7      |        | DNF          | 10    |                  | Unfall              | 7         |
| —    | Brian Lewis             | Maserati      | 3      |        | DNF          | 15    |                  | Ausfall nach Dreher | 7         |
| —    | Nando Barbieri          | Alfa Romeo    | 2      |        | DNF          | 18    |                  | defekte Zündkerzen  | 7         |
| —    | Philippe Étancelin      | Maserati      | 1      |        | DNF          | 13    |                  | Unfall              | 7         |